# 夢大陸アドベンチャー
『夢大陸アドベンチャー』（ゆめたいりくアドベンチャー、英語版タイトル:PENGUIN ADVENTURE）は、1986年にコナミから発売されたMSX用ゲームソフト。『けっきょく南極大冒険』の続編。
MSX版は1998年発売の『コナミアンティークスMSXコレクション』（PlayStation、セガサターン）に収録された。その他にも、i-revoやバーチャルコンソール、プロジェクトEGGにて配信されている。また、『コナミ名作シリーズ』の第3弾としてiアプリ、S!アプリ、BREWへも移植された。

## ストーリー
ペンギンたちは幻の土地夢大陸で平和に暮らしていた。しかしある日、凶暴な肉食恐竜フリーザウルスの群が押し寄せ、ペンギンたちは大陸を追われてしまう。
長い年月をかけ、ペンギンたちが別の地で再興したのもつかの間、王国内に不治の病が流行し、心の支えであるペン子姫までもがその病にかかってしまった。病を治す方法はただ一つ、夢大陸にのみ育つ、どんな病をも治す力のあるゴールデンアップルと呼ばれる黄金のリンゴの実を持ち帰り、病人に食べさせるしかない。

## ゲーム内容
フロントビューの擬似3Dアクション。主人公のペンギンくん（発売時には名前が付けられていない。後にペン太と名付けられる）を操作し、夢大陸に渡ってゴールデンアップルを持ち帰るのがゲームの目的。全24ステージ。
ペンギンは、敵モンスターの体当たりや弾、道中の障害物に当たると死んでしまう。また各ステージには時間制限があり、制限時間以内にゴールできないとやはり死んでしまう。ペンギンは最初3羽おり、全員が死ぬとゲームオーバー。コンティニューは、隠し操作をすることによってのみ可能となる。
ステージ12クリア時にデモがあり、旅の目的であるゴールデンアップルは無条件に入手できる。ただしハッピーエンドを見られるとは限らない（後述）。

## 敵キャラクター
スライム
地上をはねながらペンギンに体当たりしようとする。
ウニヤー
海中のみ出現。左右からペンギンに体当たりしようとする。銀のヘルメットで防御することができる。
ハリセンウニ
渓谷、海上、海中に出現。上下にジグザグ動きながら、ペンギンに体当たりしようとする。ウニヤー同様に銀のヘルメットで防御することができる。
イカダス
海中のクレーターから出現し、墨を吐く。墨に当たると、視界が真っ黒になる。アイテムのトーチで墨を防御することができる。
ファイヤー
地割れからペンギンめがけて飛び出してくる炎。隠しアイテムの法王の冠で防御することができる。
ボンバー
上空からペンギンめがけて降ってくる炎。ファイヤー同様に法王の冠で防御することができる。
ムンムク
雲のような敵。ペンギンめがけて雷を撃ってくる。金のヘルメットで雷を防ぐことができる。
北極コウモリ
上空から弾をペンギンめがけて放ってくる。弾自体を防御することは不可能だが、北極コウモリ自体は勇者の衣で防御することができる。
スマイル
2匹が対になっている敵。弾をペンギンめがけて放ってくる。一方をガンなどで打ち落としても、もう片方は残る。
ベガ
メガネがないと見えない敵。小さいぬりかべのような姿をしており、「キラキラ」と音をたてて近づいてくる。
アホー
上空から弧を描きながら飛び、「アホー」と鳴きながらペンギンに体当たりしようとする。北極コウモリ同様、勇者の衣で防ぐことができる。
フリーザウルス
3ステージごとに出現。ボスキャラクター。

## 障害物
地割れ
ジャンプで飛び越えないと、ペンギンは地割れにはまってしまう。地割れにはまった場合はジャンプで脱出できる。地割れの端ではつまづくだけで済む。中盤からは炎の敵キャラクター「ファイヤー」が飛び出してくるので、アイテム「法王の冠」を所持していない場合は迂闊に近づかない方がいい。
小さい地割れ
店（後述）への入口。

### 即死系の障害物
ぶつかると死んでしまう障害物。しかし、無敵状態になれば体当たりにより破壊できる。
ロック
岩。海上ステージでは氷塊として出現。アイテム「教会の白衣」があると弾かれるだけで済むようになり、死ななくなる。
モコモコ石
高次ステージで出現。モコモコよりせり上がって来る。アイテム「鎧」があると弾かれるだけで済むようになり、死ななくなる。
流木
渓谷ステージ・海上ステージでのみ出現。ジャンプで飛び越えることができる。アイテム装備で死を回避できない障害物である。

### つまづく障害物
つまづき、はじかれるだけで済む障害物。ただし速度はゼロに戻る。
モコモコ
モグラ塚のような地面の盛り上がり。ジャンプで飛び越えることができる。
フジツボ
中から魚が飛び出してくる。魚はキャッチして集めることで、店（後述）でアイテムと物々交換ができる。ジャンプで飛び越えることができる。
イソギンチャック
海中でのみ出現。アイテム「指輪」があるとそのまますり抜けられる。

## ステージ
以下のようなステージがある。基本的にペンギンは地面を走っていくが、水上のステージでは泳ぎ、水中ステージでは潜水し、前作を彷彿とさせる氷上ステージでは滑走する。
以下のステージ名は、携帯電話版の公式サイトにて紹介されている名称を元に記載するが、サウンドトラック「LEGEND OF GAME MUSIC ~CONSUMER BOX~」などでは別の名称も使用されている（括弧内に記載）。
- 地上
  - 森林ステージ
  - 地底ステージ（洞窟ステージ）
  - 岩石ステージ（平原ステージ）
- 氷上
  - 海岸線ステージ（氷上ステージ）
  - ツンドラステージ（雪原ステージ）
- 水上
  - 渓谷ステージ
  - 海上ステージ
- 水中
  - 海中ステージ
このステージのみ他ステージと操作方法が異なり、ジャンプキー連打で浮き上がることができる。
- 宇宙（ボーナスステージ）
特定地点でジャンプしていると出現する羽を取ると、昇天していきボーナスステージに突入する。一般のステージ同様前に進みながら、宙に浮かぶ魚を一定時間でどれだけ獲れるかを競う。エクステンドとなる金色の魚はここでだけ出現する。ボーナスステージでは敵は出現しないが、隕石に当たってしまうとボーナスステージが強制終了する。ボーナスステージ終了後は、昇天した地点より少し先に落下してゲームが再開する。若い面ほど宇宙面が長い。（タイムが多い）

ゴール地点に辿り着くとステージクリアとなる。ただし12、18、24ステージでは、ステージ中でマップを購入しないとゴール地点に辿り着けない。
3ステージ毎にゴール地点で宿敵フリーザウルスが待ち、フリーザウルスとの戦闘となる。まず戦闘開始時に画面上から4本の杭が降ってくる。フリーザウルスの吐く炎を避けながら杭をそれぞれ3回ずつ打ち込む（杭の上で着地する）と、地割れがつながって穴ができ、フリーザウルスをその穴に落として倒すことができる。アイテムのガンを持っていれば、弾を20発打ち込むことでも倒すことができる。しかしこの場合でもフリーザウルスは地割れに落ちていくので、少々不条理ではある。とは言え、ガンを使ったほうが断然速く、安全に倒せるので、3ステージまでにガンを入手することが攻略への第一歩と言える。
フリーザウルスを倒した時に残りタイムの1の位の数字が2・4・6・8だった場合、その数字の数だけ子ペンギンが登場して討伐を祝ってくれる。（1匹100点）

## パワーアップ
ステージの定位置で、画面端からハートが漂ってくる。ジャンプする毎に色が変わり、キャッチしたときの色で効果が変わる。
赤
1000点のボーナス得点。
緑
制限時間が50カウント増える。
青
一定時間筋斗雲を入手。ジャンプボタンで空中に浮かび上がることができる。ジャンプボタンを離せば降下するがタイムラグがある。ただし無敵になるわけではない。着地してしまうと無効。水中ステージでは出現しない。後半面では敵がプレイヤーに向けて弾を投げてくるので、上述の習性の影響で避け切れなくなり役に立たない。
黄
一定時間無敵。敵や弾に対して無敵となるだけでなく、通常なら当たると死んでしまう障害物をも体当たりで破壊して突き進むことができる。ハートはステージ中たびたび出現するため、無敵状態をいかにキープしながら進むことができるかが攻略の鍵となる。
なお、携帯電話アプリ版ではMSX版と挙動が少し異なり、MSX版では着地したときにハートの色が変わるが、携帯電話アプリ版ではジャンプした瞬間にハートの色が切り替わってしまう。

## 店
小さい地割れに落ちると、中には以下の3人の誰かが住んでいる。
良いエスキモー
アイテムを適正な価格で売ってくれる。
悪いエスキモー
良いエスキモーの倍の価格でアイテムを売りつける。
サンタクロース
アイテムを一つだけ無料で譲ってくれる。
ミニゲームとしてスロットマシンが設置されており、魚を増やすこともできる。挑戦できる回数は3回に制限されているが、回数制限を解除するアイテムもある。

## アイテム
隠しアイテム以外はすべて小さい地割れの店で買うことができる。ただし、そのステージや次のステージで必要とされるアイテムが優先的に置いてあり、何でも買えると言うわけではない（例：水中・渓谷ステージの前ステージにのみ、「ウニ避け」効果がある銀のヘルメットが売られている）。
また、使用期限付きのアイテム以外は、購入すればゲームオーバーまで半永久的に使用できる。
ガン
赤い銃身のピストル。前方から向かって来るほとんどの敵を倒すことができる。
ただし、モコモコ岩・流木などの障害物や、横移動してくる敵への攻撃はできない。
プロペラ
赤いプロペラがついた青い帽子。ジャンプの高さが固定から可変となり、ジャンプボタンを押し続けることで滞空時間が取得前よりも長くなる。
黄金の羽
黄色い羽。ジャンプ中に横移動ができるようになる。
スピードシューズ
緑色の靴。スピードメーターの上限が2段階アップする（通常は6、装備すると8）。
鐘
真っ赤なベル。ワープ地割れの手前に来ると警告音を3回鳴らして知らせてくれる。
買ったステージのみ有効。ワープした先のステージでは使えない。
ネックレス
白い鎖に赤い宝石。店でのスロットマシーンが何回でもできるようになる。（取得前は3回まで。）
ただし、魚の数が0になったり、ドクロのマークを3つ揃えてしまった場合は強制的に店の外へ放り出される。
指輪
金色の指輪。水中ステージの地面に生えているイソギンチャクに当たってもオットットしなくなる。
腕輪
白い腕輪。これを所持することで、強力な隠しアイテムが出現する。
隠しアイテムの入手方法は後述。
金のヘルメット
敵キャラ・ムンムクの出す雷に当たっても3回まで防いでくれる。
アイテム欄には左半分が黄色、右半分が青色で表示される。わかりにくいので注意。
3回雷に当たるまで有効。3回目に当たると失うが、また店で買うことができる。
銀のヘルメット
水中・渓谷ステージで出てくる敵キャラ：ウニヤー&ハリセンウニの体当りを3回防いでくれる。
3回敵に当たるまで有効。3回目に当たると失うが、また店で買うことができる。
勇者の衣
赤い色の上着。敵キャラ：アホー&コウモリの体当りを3回防いでくれる。
3回敵に当たるまで有効。3回目に当たると失うが、また店で買うことができる。
メガネ
透明な敵：ベガの姿が見えるようになる。
買ったステージ、および次のステージまで有効。ただし、海中では無効。（18面や22面で買ったら19,23面に持ち越されるが効力はない）
トーチ
たいまつ。水中ステージで出てくる敵キャラ・イカダスの出すスミに当たっても視界が真っ暗にならない。
買った次のステージまで有効。
マップ
白い色の地図。ステージ12・18・24をクリアするのに必要なアイテム。
これを持たずに進むとゴール手前でステージ序盤にループしてしまい、クリアできない。
買ったステージのみ有効。

### 隠しアイテム
アイテム「腕輪」をあらかじめ入手した上で、特定のステージで隠し操作をすることで出現する。
【】内は入手方法。
クロスシューズ
左右移動の速度が上がる。
【ステージ6にて、魚を5回ジャンプ中にキャッチする。】
教会の白衣
ロック（岩）に当たってもオットットだけで済む。
【ステージ9にて、残り距離300にて出現する羽根を取ってボーナスステージに向かって昇天中に、ジャンプボタンを10回連打する。】
カーブシューズ
カーブでの遠心力の影響が無くなる。
【ステージ13にて、カーブ中に遠心力に逆らいながら最内側を3秒以上走る。】
法王の冠
ファイヤーとボンバー当たっても弾き飛ばせるようになる。
【ステージ14にて、地割れにはまった後左、右の順に入力する。】
鎧
モコモコ岩に当たってもオットットだけで済む。
【ステージ16にて、ポーズをかけた後、上→右→下→左と入力する。】
携帯電話アプリ版では、ポーズ中にコナミコマンド「上上下下左右左右573」を入力する事で全てのアイテムを持った状態になる。

## ワープの法則
説明書などでは一切触れていないが、特定のステージにワープゾーンが存在する。通常、大きい地割れは主人公が画面左に寄っていれば左側に、画面右に寄っていれば右側に出現するようになっているが、以下のステージ内において、主人公とは反対側に大きい地割れが出ることがある。その地割れにはまって下キーを押すと地下へもぐり、物凄い速さでワープゾーンを駆け抜けていく。ただし、後半のステージでは頻繁に反対側に地割れが出現してくるので注意が必要である。
なお、アイテム「鐘」を所持していると、ワープゾーンの地割れが出現する直前に鳴って知らせてくれる。
- ステージ1（→ステージ6）
- ステージ6（→ステージ9）
- ステージ9（→ステージ12）
- ステージ13（→ステージ15）[2]
- ステージ15（→ステージ18）[2]
- ステージ18（→ステージ21）[2]

ポーズ中に表示されるステージマップでは、当時としては芸が細かく、どのワープゾーンを通ってステージスキップしたかも表示に反映される。
なおステージ18からワープしてきたステージ21において、サンタクロースのいる小さな地割れ（残り距離980前後）にはまり、一旦中へ入った後地上へ戻る時（地割れにはまってジタバタしている状態の時）にもう一度下キーを押すと、ステージ24へワープする。これはバグの可能性が高く、正式なものではない。

## エンディング
当時のアクションゲームとしては珍しく、条件を満たしているか否かによって、ステージ24クリア後のエンディングシーンが2種類に分岐する。
バッドエンドではペンギンの到着時にはペン子姫は既に亡くなっており、ペンギンは空のベッドに置かれている遺影に向かって号泣する。対して、ハッピーエンドでは病床に伏していたペン子姫が起き上がり、ペンギンからゴールデンアップルを受け取って微笑み大団円となる。

## 2スロット対応
『グラディウス2』を遊ぶ際に、本ソフトをMSX本体のスロット2に差しておくと、グラディウス2の自機やオプションがペンギンに、パワーアップカプセルが魚にと、それぞれグラフィックが差し替わるギミックがあった。

## デジタル漫画版
2006年9月15日から2007年2月2日まで、コナミデジタルエンタテインメントが運営する携帯電話用有料サイト「コナミネットDX」内のデジタル雑誌「週刊コナミ（現在の週刊コナミプチ）」内にて、このゲームを漫画化したデジタルコミック『夢大陸アドベンチャー -ペン太の大冒険 コロコロココロのペン子姫-』が連載されていた。保光敏将作、全20話。「ペン太が倒れたペン子姫を救うため、黄金のリンゴを手に入れるためにフリーザウルスの元へ赴く」という基本設定のみ共通しているが、それ以外は本編とは異なる独自の世界観を持ったオリジナルストーリーとなっている。
また、上記コナミネットDXとは別の携帯電話用有料サイト「週刊コナミ（旧・デジタルコミックス）」で同漫画のバックナンバーが配信されており、全話を通して読むことができる。

## 制作スタッフ
|                        | 担当                                  |
| ---------------------- | ------------------------------------- |
| メインプログラマー     | H.FUKUI （福井博幸）                  |
| サブプログラマー       | M.OZAWA                               |
| サブプログラマー       | Y.OHTA （太田良彦）                   |
| メインプランナー       | R.SHOGAKI                             |
| グラフィックデザイナー | R.SHOGAKI                             |
| グラフィックデザイナー | Y.OHTA                                |
| グラフィックデザイナー | C.TANIGAKI                            |
| グラフィックデザイナー | H.MAKITANI                            |
| サウンドクリエイター   | Y.SASAKI （モアイ佐々木、佐々木嘉則） |
| サウンドクリエイター   | K.MATSUBARA （Taurus松原、松原健一）  |
| ディレクター           | R.SHOGAKI                             |
| ディレクター           | H.FUKUI                               |

ゲーム系のメディアなどにおいて、本作が「小島秀夫の監督デビュー作」と説明されることがあるが、小島本人によれば、入社したての頃に一時期だけ企画サポート（アイデア出し）で参加したのみである。上記のスタッフリストにも名前はない。また、公式のプロフィールではメタルギアが監督デビュー作としている。